# Jakkumuksenjärvi
Jakkumuksenjärvi är en sjö i Kiruna kommun i Lappland och ingår i Kalixälvens huvudavrinningsområde. Jakkumuksenjärvi ligger i Torne och Kalix älvsystem Natura 2000-område.